# Must Love Death
Must Love Death ist eine deutsche Horrorkomödie des Regisseurs Andreas Schaap aus dem Jahr 2009.

## Handlung
Norman ist ein Nachwuchsmusiker und kurz vor der Veröffentlichung seiner ersten Platte. Dann verlässt ihn aber seine Freundin, was ihn total aus der Bahn wirft. Im Internet trifft er auf eine Gruppe, die sich für einen gemeinsamen Selbstmord verabreden wollen. Als Norman wie verabredet in der einsamen Waldhütte eintrifft, sind dort mehrere Gleichgesinnte anwesend. Sie stellen sich jedoch mehrheitlich als Killer heraus, die auf der Suche nach Opfern für das Reality-Format "Foltern oder Nichtfoltern" sind. Mit allen Mitteln muss er nun gegen seinen Tod kämpfen.

## Kritiken
Kinostarts.de „sah einen Mix aus knallhartem Splatterspektakel und kitschiger Romantik-Komödie. Trotz gelungenem Auftakt entwickelt sich der Film leider schnell zum brutalen Foltergemetzel, das in den seltensten Fällen witzig ist und allenfalls hartgesottene Gore-Anhänger zufriedenstellen dürfte.“
Die Redaktion von Cinema war der Ansicht, auch wenn nicht alle B-Movie-Einlagen in der „romantischen Folter-Horrorkomödie“ zündeten, bietet das Regiedebüt von Schaap eine Reihe verstörend-skurriler Momente. Für Horror aus Deutschland, sei der Film außerdem „recht blutig“.

## Sonstiges
Schaaps Spielfilmdebüt wurde erstmals beim Filmfest Oldenburg 2009 gezeigt. Der Film erreichte beim Fantasia Film Festival den zweiten Platz in der Kategorie des besten, internationalen Films.